# Paradize Show
Albums de Indochine
3.6.3
(2004) Le Birthday album 1981-1996
(2004)
Paradize Show est l'enregistrement d'un concert donné par Indochine, durant le Paradize Tour, le 3 juin 2003 au Palais omnisports de Paris-Bercy, ainsi que de quelques morceaux joués durant leurs concerts des 15 et 16 novembre 2002 au Zénith de Paris. La vidéo sort en 2004 dans deux éditions : l’édition limitée avec 3 DVD et l'édition simple avec 3 DVD.
Ce concert  est également sorti en album live, 3.6.3.

## DVD 1 : Bercy
1. Intro Natja Death In Vegas
2. Venus
3. Paradize
4. Electrastar
5. Trois nuits par semaine
6. Punker
7. Astroboy
8. Dark
9. Le Grand Secret
10. Mao Boy!
11. Popstitute
12. J'ai demandé à la lune
13. Punishment Park
14. Miss Paramount
15. Indo Club (Des fleurs pour Salinger - Canary Bay - La Machine à rattraper le temps - Les Tzars - À l’assaut (Des ombres sur l’O)

## DVD 2 : Bercy et Zénith

### Bercy (partie 2)
1. Le Baiser
2. Salômbo
3. La Colline des roses
4. Comateen I
5. Anne et moi
6. Tes yeux noirs
7. 3e sexe
8. Marilyn
9. L’Aventurier
10. Dunkerque
11. Glory Hole

### Zénith de Paris
Le 2e DVD propose quelques extraits d'un concert au Zénith de Paris.
1. Like A Monster
2. Le Manoir
3. Le Doigt sur ton étoile
4. Rose Song
5. Stef II

Bonus cachés :
- Un singe en hiver (Bercy)
- Smalltown Boy (Zénith)

## DVD3 : bonus
- Enfer ou paradis (documentaire sur les coulisses de la tournée)
- Punishment Park (le public filmé par Nicola sur 70 dates)
- Diaporama Épilogue 1
- Diaporama Épilogue 2 sur Glory Hole (Lift Remix)

Bonus cachés :
- Just Like Heaven (avec Mickey 3D)
- Diaporama 3 sur Sound of Punker (medley de Punker et The Sound of Violence de Cassius)